# Ingranamento degli inerti
L'ingranamento degli inerti (in inglese aggregate interlock) è un meccanismo di resistenza al taglio in un elemento di calcestruzzo anche privo di armatura a taglio, determinato dalla scabrezza delle superfici createsi in corrispondenza delle lesioni in virtù della quale lo scorrimento tra le due facce della fessura viene limitato dall'attrito che si innesca fra le superfici e soprattutto dal contatto diretto tra gli inerti. 

Le azioni mutue che si generano determinano la trasmissione di sforzi tangenziali in presenza di fessure anche senza la presenza di idonea armatura a taglio.

Questo effetto è particolarmente rilevante per travi basse, per le quali le fessure sono particolarmente strette; al crescere dell'altezza della trave l'ampiezza delle lesioni aumenta e l'effetto dell'ingranamento si riduce.

Nella normativa italiana viene tenuto in conto questo fattore tramite un coefficiente correttivo funzione dell'altezza della sezione utile.